# Idrissa Coulibaly
Idrissa Coulibaly (ur. 19 grudnia 1987 w Bamako) – malijski piłkarz grający na pozycji środkowego obrońcy. Od 2016 roku jest zawodnikiem klubu US Ben Guerdane.

## Kariera klubowa
Karierę piłkarską Coulibaly rozpoczął w klubie Centre Salif Keita. W 2004 roku zadebiutował w jego barwach w malijskiej Première Division. W Centre Salif Keita występował do końca 2008 roku.
Na początku 2009 roku Coulibaly odszedł do algierskiego JS Kabylie. W sezonie 2010/2011 zdobył z nim Puchar Algierii. Na początku 2011 roku przeszedł do libijskiego Al-Ahly Trypolis. Jego zawodnikiem był przez sezon.
W sierpniu 2011 Coulibaly podpisał kontrakt z tunezyjskim Espérance Tunis.
| Sezon   | Klub               | Kraj       | Rozgrywki            | Mecze | Bramki | Rozgrywki Europy | Mecze | Bramki |
| ------- | ------------------ | ---------- | -------------------- | ----- | ------ | ---------------- | ----- | ------ |
| 2004    | Centre Salif Keita | Mali       | Première Division    | ?     | ?      | -                | -     | -      |
| 2005    | Centre Salif Keita | Mali       | Première Division    | ?     | ?      | -                | -     | -      |
| 2006    | Centre Salif Keita | Mali       | Première Division    | ?     | ?      | -                | -     | -      |
| 2007    | Centre Salif Keita | Mali       | Première Division    | ?     | ?      | -                | -     | -      |
| 2007/08 | Centre Salif Keita | Mali       | Première Division    | ?     | ?      | -                | -     | -      |
| 2008/09 | JS Kabylie         | Algieria   | Championnat National | 30    | 1      | -                | -     | -      |
| 2009/10 | JS Kabylie         | Algieria   | Championnat National | 24    | 2      | -                | -     | -      |
| 2010/11 | JS Kabylie         | Algieria   | Championnat National | 4     | 0      | -                | -     | -      |
| 2010/11 | Al-Ahly Trypolis   | Libia      | I liga               | ?     | ?      | -                | -     | -      |
| 2011/12 | Espérance Tunis    | Tunezja    | T.Ligue 1            | 14    | 1      | -                | -     | -      |
| 2012/13 | FC Istres          | Francja    | Ligue 2              | 0     | 0      | -                | -     | -      |
| 2012/13 | Lekhwiya SC        | Katar      | Q-League             | 5     | 0      | -                | -     | -      |
| 2013/14 | Raja Casablanca    | Maroko     | Botola               | 14    | 0      | -                | -     | -      |
| 2014/15 | Hassania Agadir    | Maroko     | Botola               | 19    | 1      | -                | -     | -      |
| 2015/16 | FC Arouca          | Portugalia | Primeira Liga        | 0     | 0      | -                | -     | -      |
| 2016/17 | US Ben Guerdane    | Tunezja    | T.Ligue 1            | 20    | 1      | -                | -     | -      |
| 2017/18 | US Ben Guerdane    | Tunezja    | T.Ligue 1            | 24    | 0      | -                | -     | -      |

Stan na: koniec sezonu 2017/2018.

## Kariera reprezentacyjna
W reprezentacji Mali Coulibaly zadebiutował w 2007 roku. W 2012 roku został powołany do kadry na Puchar Narodów Afryki 2012.